# Busur
Busur es un pueblo ubicado en la municipalidad de Petrovac, en el distrito de Braničevo, Serbia.

## Superficie
Posee una superficie de 18,73 kilómetros cuadrados.

## Demografía
Hasta 2011 la población era de 1025 habitantes, con una densidad de población de 54,72 habitantes por kilómetro cuadrado.